# District de Chongli
Le district de Chongli (崇礼区 ; pinyin : Chónglǐ qǖ) est un district administratif de la province du Hebei en Chine. Il est placé sous la juridiction de la ville-préfecture de Zhangjiakou. Le chef-lieu se trouve à Xiwanzi, ville située à 1250 m d'altitude, à 46 km au nord-est de Zhangjiakou et à 237 km au nord-ouest de Pékin à laquelle il est directement relié par un TGV depuis 2020.

## Démographie

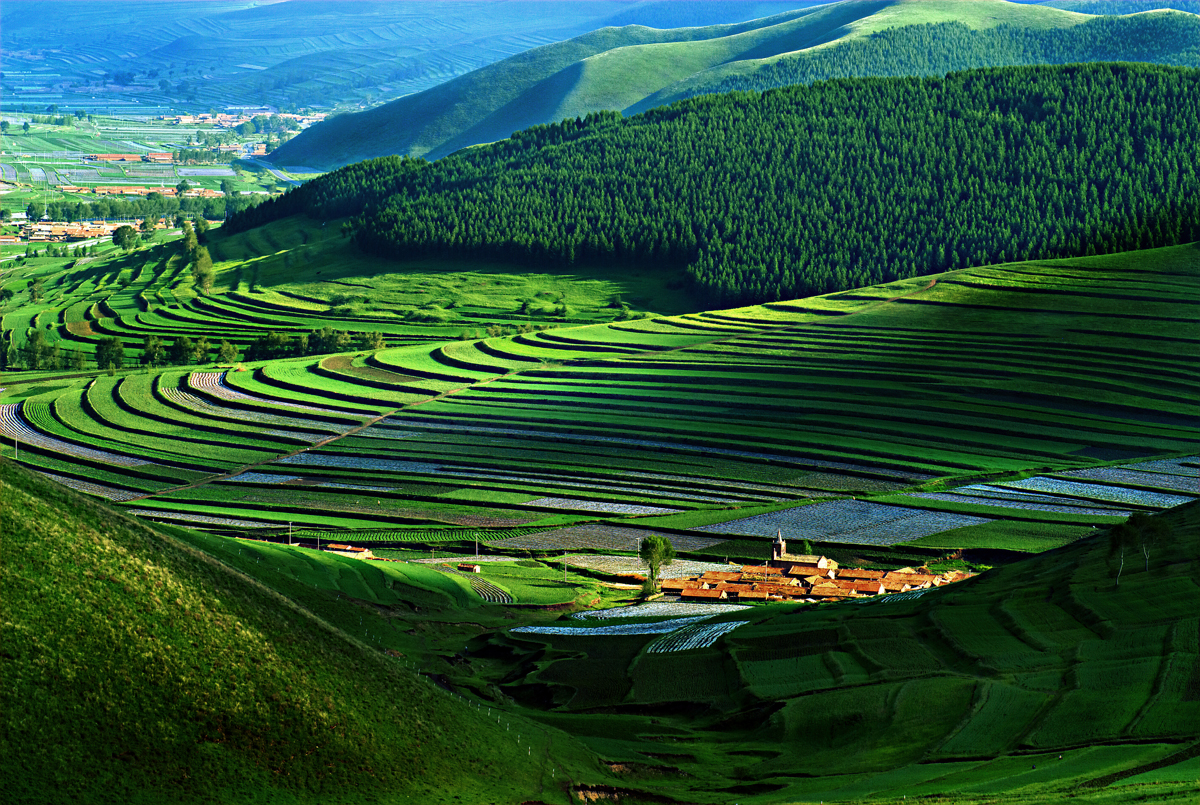
Le village n° 11 à Shizigou

La population du district était de 125 620 habitants en 1999.
Le district regroupe 2 bourgs (鎮, zhen) et 8 cantons (乡, xiāng):  Xiwanzi (西湾子镇, 55 029 hab.), Gaojiaying (高家营镇, 23 784 hab.), Sitaizui (四台嘴乡, 13 605 hab.), Hongqiying (红旗营乡, 5117 hab.), Shiyaozi (石窑子乡, 4482 hab.), Yimatu (驿马图乡, 5568 hab.), Shizuizi (石嘴子乡, 6317 hab.), Shizigou (狮子沟乡, 4542 hab.), Qingsanying (清三营乡, 3485 hab.), Baiqi  (白旗乡, 4601 hab.). Il avait le statut d'un xian jusqu'en janvier 2016.

## Géographie
Chongli est une région de montagne soumise à un climat continental où l'essentiel des précipitations tombe en été pour un total annuel de 483 mm. La température annuelle moyenne est de 3,3 °C, avec -12 °C en hiver et +19 °C en été. 
C'est un des territoires les plus boisés du Hebei avec un taux de couverture forestière de 50%. Il s'étend entre 813 et 2174 m d'altitude à cheval sur les monts Yin et les monts Yan.  En raison de sa situation géographique, elle bénéficie d'un plus grand enneigement en hiver avec un cumul de neige de plus de 1 mètre sur 150 jours. Il s'est ensuivi la création de plusieurs stations de ski (Thaiwoo en 2015, Wanlong en 2003, Genting Secret Garden en 2012, Fulong, Cuiyunshan, Duomeleidi, Changchengling) au début du XXIe siècle et un fort développement du tourisme avec plus de deux millions de visiteurs en 2016. Le secteur emploie près de 30 000 personnes.
L'industrie minière avait une certaine importance (or, argent, plomb, zinc) mais est en voie de reconversion. Les principaux produits agricoles sont l'avoine nue, le millet, les fèves, les pommes de terre et le lin.

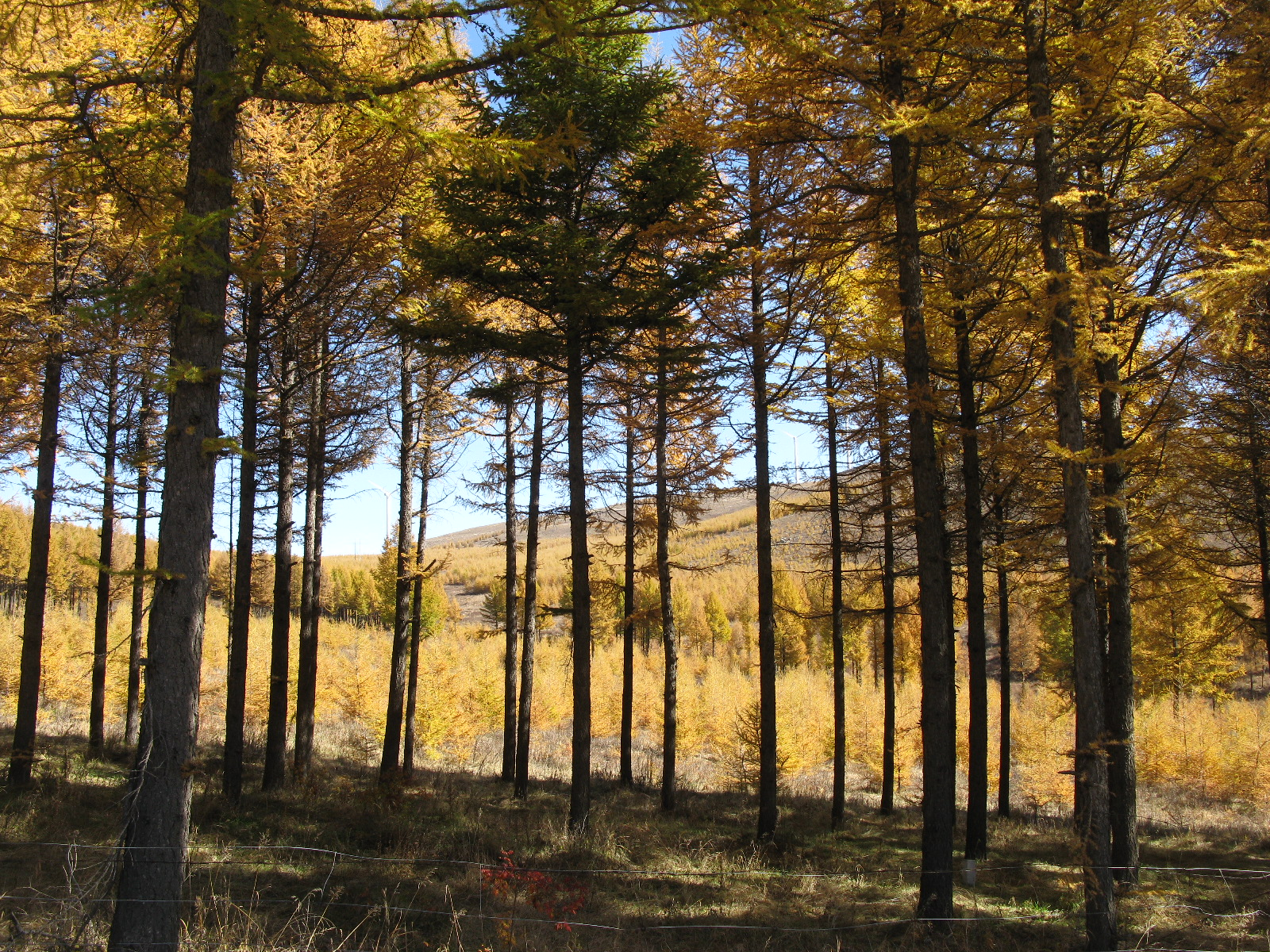
La forêt à l'automne
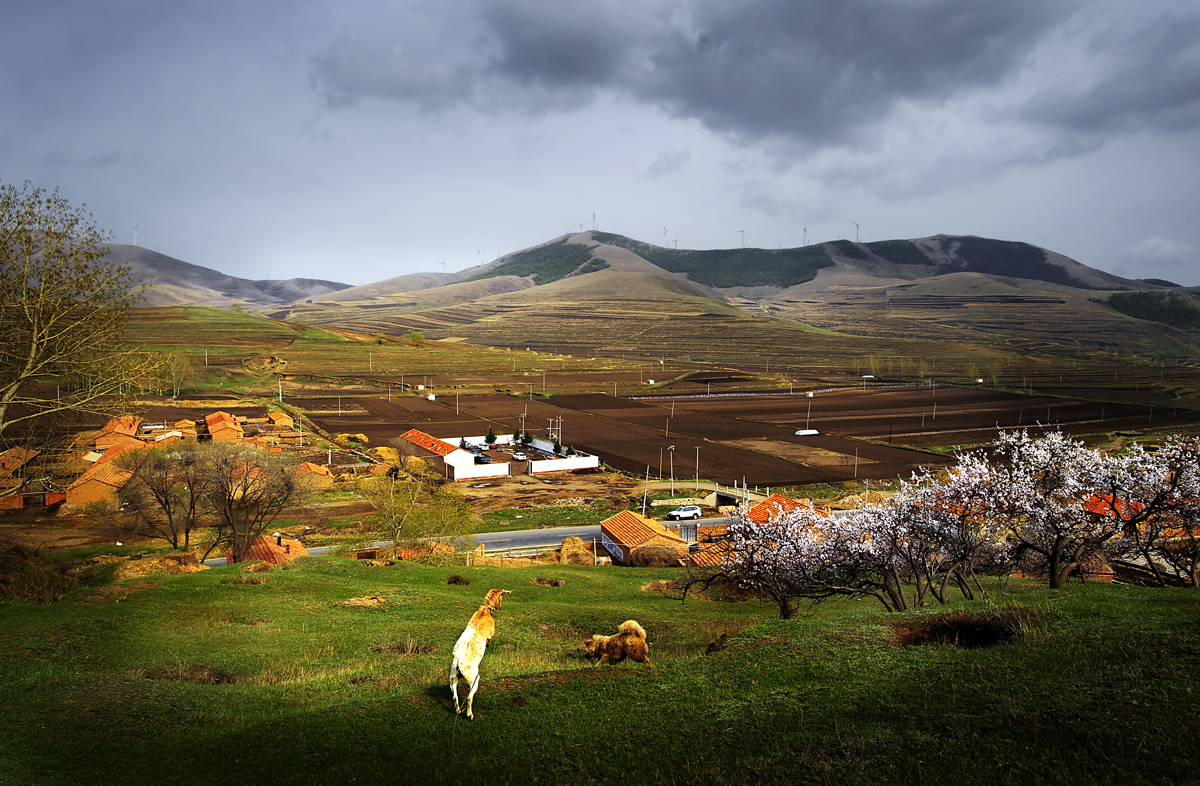
Eoliennes en mai 2009
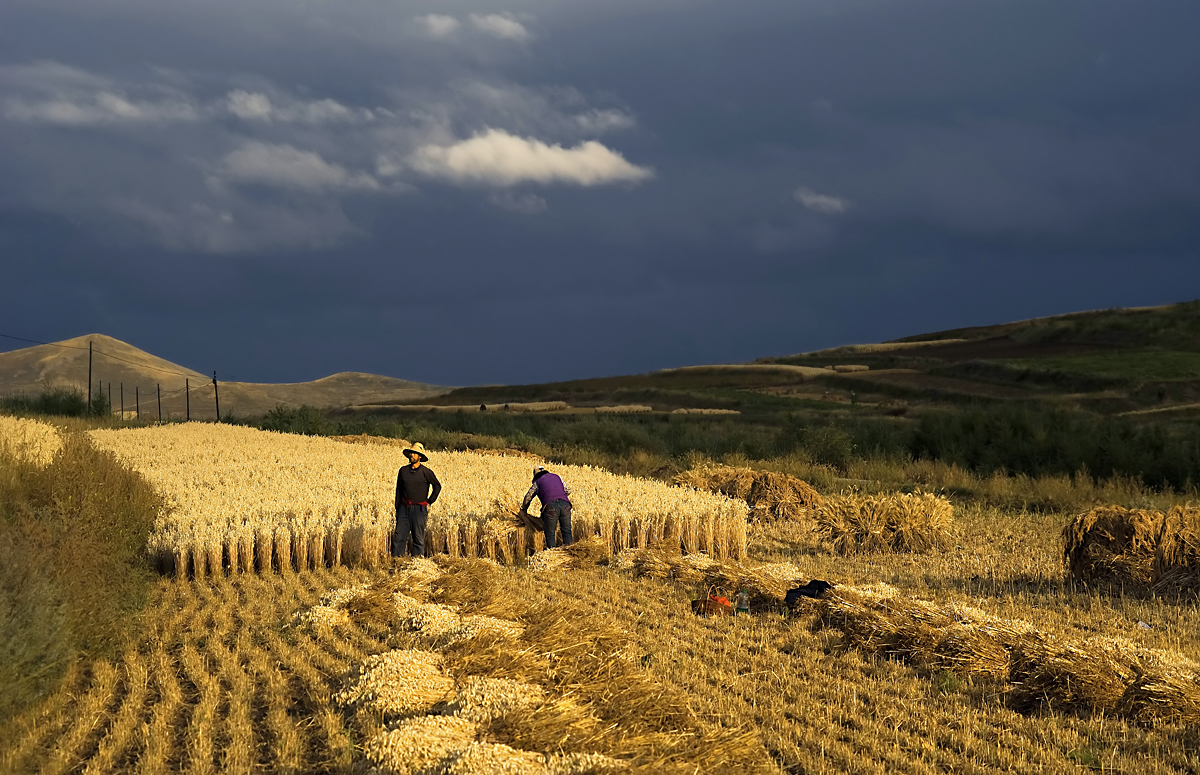
Récolte en septembre 2011
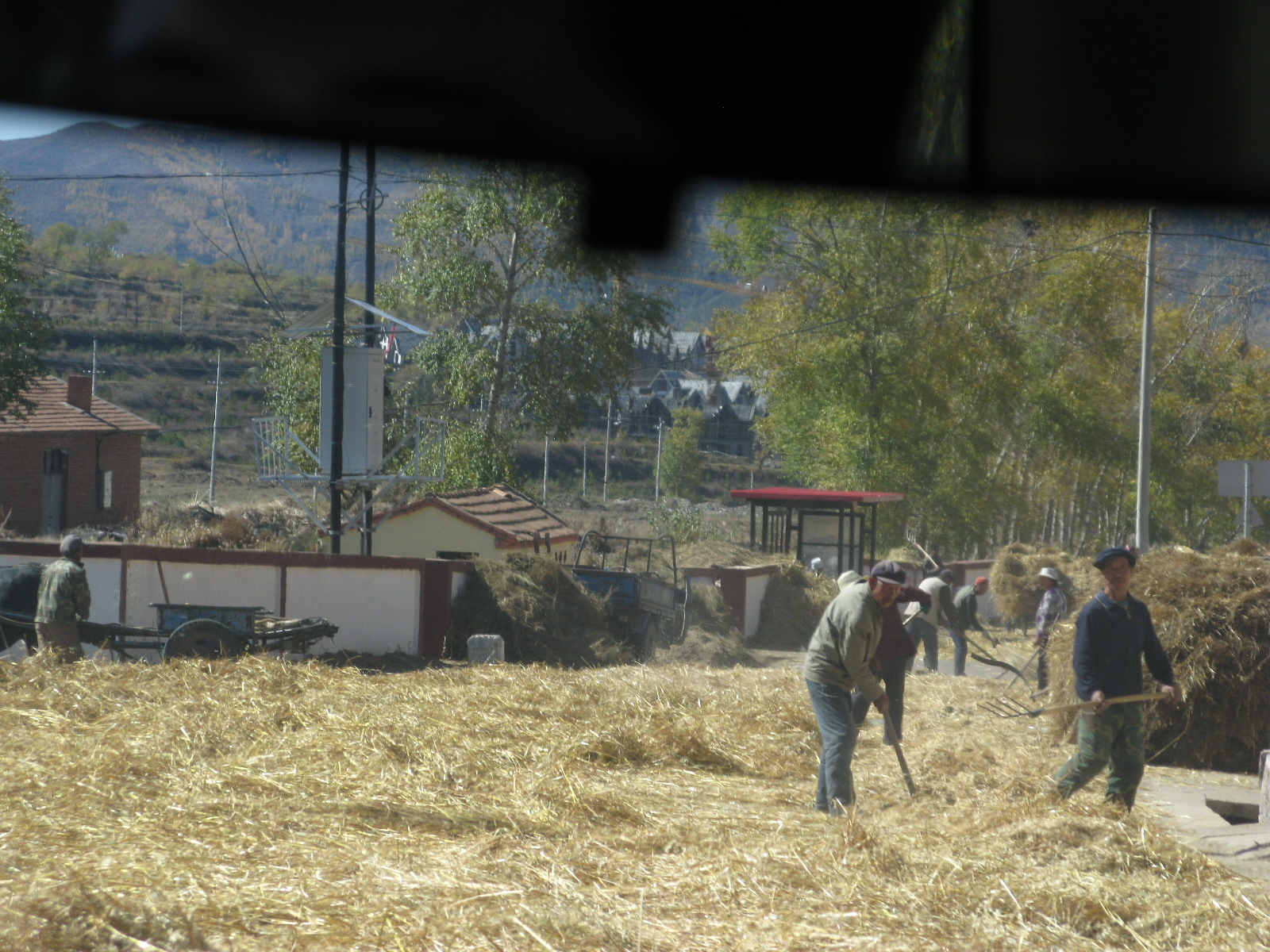
Battage des céréales

## Histoire

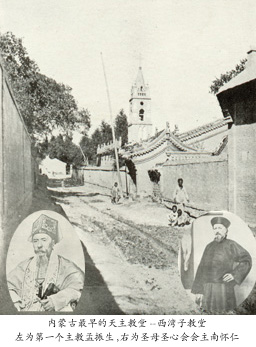
L'ancienne église de Xiwanzi vers 1900

Le district étant situé au nord de la Grande Muraille Ming, son territoire était alors considéré comme une partie de la Mongolie.
Une communauté chrétienne se forme dans les années 1830 et un vicariat apostolique est mis en place à Xiwanzi en 1840 pour développer les missions en Mongolie. 
Le district est fondé pour la première fois en 1934 après avoir été séparé du xian de Zhangbei. Son nom signifie défendre la bienséance et la justice. Il est cependant envahi dès 1936 par l'armée japonaise et passe sous le contrôle du Mengjiang jusqu'à la fin de la seconde guerre mondiale et ce n'est qu'en 1949, à la fin de la guerre civile contre le Kuomintang, qu'il est définitivement créé.

## Sport

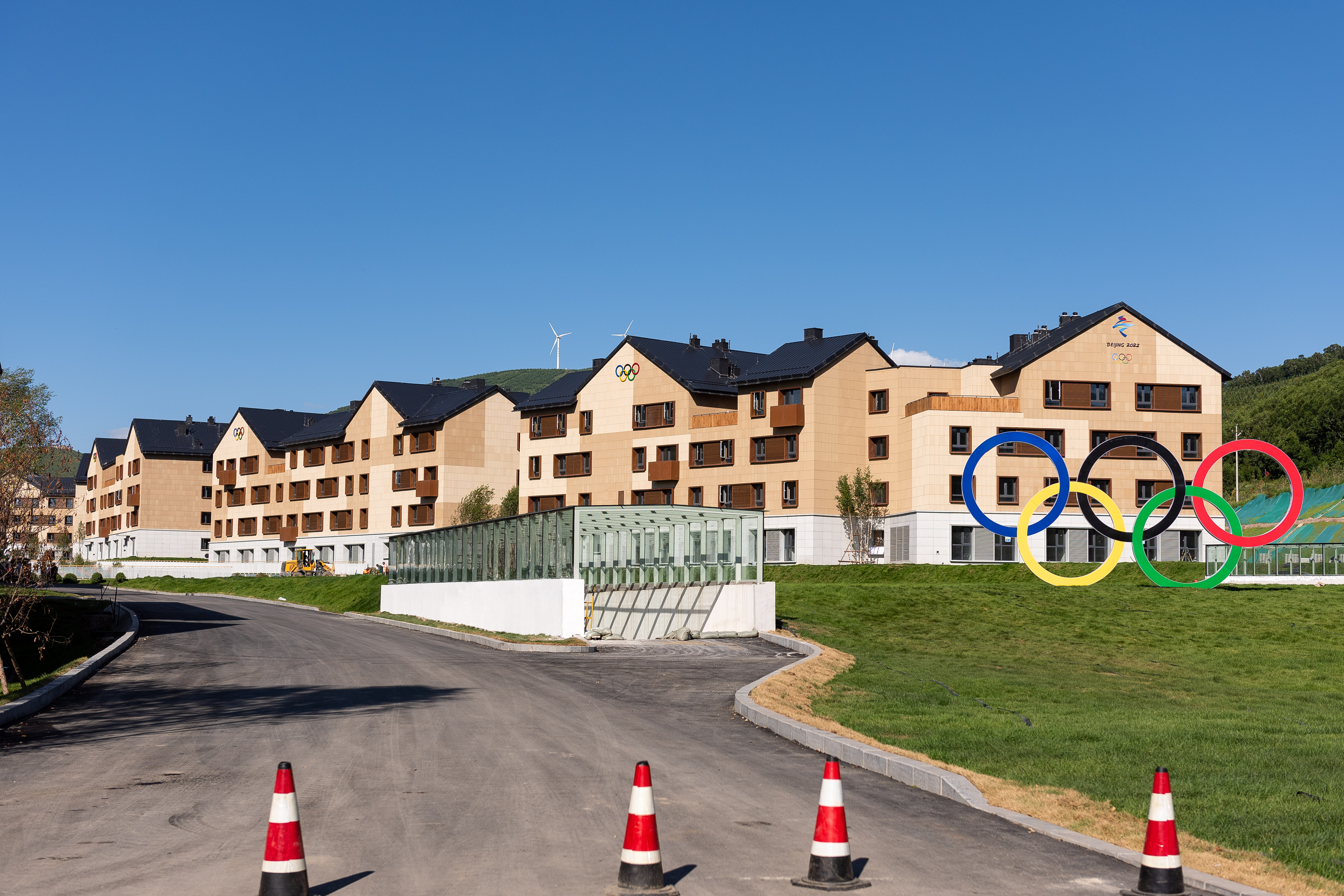
Le village olympique à Taizicheng

Le 7 juillet 2014, le Comité international olympique (CIO) retient la candidature de Pékin pour les Jeux olympiques d'hiver de 2022, en même temps que celle d'Almaty au Kazakhstan. Le district de Chongli est inclus dans le projet pour abriter les épreuves de ski de fond, de combiné nordique, de biathlon et de snowboard, essentiellement sur le site nouvellement développé de Taizicheng, avec les épreuves de ski de bosses dans la station de Thaiwoo. Le 31 juillet 2015, Pékin est élue comme ville hôte des JO de 2022 par le CIO.